# Eujet
Eujet fou una companyia aèria de baix cost amb seu a l'Aeroport de Shannon, a Irlanda. Va fer fallida el 2005, amb un deute de 40 milions d'euros. Aquesta empresa, que comptava amb sis avions, havia realitzat vols des de Girona a Kent (aeroport situat al sud-est de Londres), entre altres destinacions.
L'aerolínia es va establir el 2003 i va començar a operar el maig de 2003. Va ser creada per l'antic cap de Trans Aer, PJ McGoldrick, que es va associar amb Debis AirFinance. L'any 2004, l'empresa va passar als serveis programats. L'operador aeroportuari PlaneStation va completar la seva presa de control d'EUjet el gener de 2005 amb l'adquisició del 70% restant de les accions. Havia comprat el primer 30% el maig de 2004. El 26 de juliol de 2005, la companyia aèria va deixar d'operar. La companyia rival EasyJet va oferir vols de 25 euros als clients d'EUJet que van patir l'aturada abrupta del servei de la companyia perquè poguessin tornar a casa seva.